# مشپلبرون
مشپلبرون (به آلمانی: Mespelbrunn) یک شهر در آلمان است که در آشافنبورگ واقع شده‌است. مشپلبرون ۲٬۱۹۲ نفر جمعیت دارد.